# 里克·克勞福德
里克·克勞福德（Rick Crawford；1966年1月22日—）是美國的一位政治人物。自2011年開始，他是阿肯色州第1選舉區選出的美國眾議院議員。他的黨籍是共和黨。在成为议员之前，克劳福德曾担任广播员、商人以及士兵。

## 早年生活及教育
克劳福德出生在佛罗里达州霍姆斯特德空军基地，是露丝·安妮和唐尼·J·“唐”·克劳福德的儿子。他在军人家庭长大，他的父亲曾在美国空军服役。